# Ulrik Augsburški
Sveti Ulrik Augsburški ili Sveti Ulrik (Zürich ili Dillingen, 890. – Augsburg, 973.) bio je njemački biskup i prva osoba koju je jedan od papa proglasio svecem.

## Životopis
Rodio se u plemićkoj obitelji. Budući da mu je otac bio grof Hubalt iz Dillingena, pretpostavlja se da je rođen u Dilingenu. Od ranog je djetinjstva pokazivao duhovne sposobnosti, a od 900. do 908. studirao je teologiju u samostanu Svetog Gallena. Nakon završetka studija odlučuje se za monaški život, no ubrzo je izabran za novog biskupa Augsburga. Imao je dobre odnose s carem Otonom I. kojem je pomogao pri obrani Augsburga – inicirao je gradnju zidina za obranu od Mađara u kolovozu 955. Gradio je mnoge crkve i javne ustanove diljem Augsburške biskupije.

## Legende i štovanje
Uz svetog Ulrika vežu se mnoge legende, a jedna je od njih večera s biskupom iz Konstanza. Prema predaji ta se večera, tijekom koje su posluženi pileći bataci, održala u petak. Tijekom večere u sobu je ušao glasnik jednog kneza i predao Ulriku kneževo pismo u kojem se biskupa osuđuje zbog povrede dostojanstva. Ulrik je potom knezu poslao batak. Primivši paket, knez se nasmijao jer je mislio kako biskupi na petak jedu ribu. Batak se u taj trenutak pretvorio u ribu.
Do kongregacije su lokalni biskupi obično mogli samostalno kanonizirati svece. To nije bio slučaj sa Svetim Ulrikom, kojeg je papa Ivan XV. 3. veljače 995. kanonizirao, pa je tako postao prvi svetac kojeg je kanonizirao jedan papa. Njemu su posvećene razne crkve i kapele, zaštitnik je Augsburga i tamošnje biskupije, a slavi ga se i u Sloveniji pod imenom Urh.